# Caecilia antioquiaensis
Caecilia antioquiaensis és una espècie d'amfibi de la família Caeciliidae endèmica de Colòmbia que habita en boscos tropicals o subtropicals humits i a baixa altitud, montans humits tropicals o subtropicals, plantacions, jardins rurals i zones prèviament boscoses ara molt degradades.